# Michel Saad
 (juillet 2013).
Si vous disposez d'ouvrages ou d'articles de référence ou si vous connaissez des sites web de qualité traitant du thème abordé ici, merci de compléter l'article en donnant les références utiles à sa vérifiabilité et en les liant à la section « Notes et références ».
Michel Saad est un écrivain et un mathématicien d'origine libanaise né le 20 décembre 1943. Il vit à La Réunion.

## Biographie
Né dans la Montagne du Liban le 20 décembre 1943, au sein d'une famille modeste, Michel Saad fait ses études primaires à Doueir er Roummane, son village natal, avant d'entrer au séminaire des Pères maronites, où il reçoit une formation littéraire en arabe et en français, étudie les langues anciennes, le latin et le syriaque, s'initie à la philosophie scolastique. Diplômé de l'Université Libanaise en Sciences et en Lettres, il opte temporairement pour les sciences et poursuit des études supérieures en informatique en France. Installé sur l'île de La Réunion depuis 1972, il y enseigne les mathématiques et l'électrotechnique. 
Nostalgique pour son passé littéraire dont il a gardé une vaste culture, il y retourne avec passion, mêlant théâtre et poésie avec virtuosité dans ses opéras, publiant plusieurs romans humanistes et attachants à l’intention de la jeunesse de Madagascar, de La Réunion et du Proche-Orient.

## Prix et distinctions
- Finaliste du Prix Chronos en 2004 pour Solo et deux grains d’Océan.
- Mention spéciale du Prix Jacques Lacouture pour Mémé Mil'z'herbes en 1998.
- Mention spéciale du Ministère de la Jeunesse et des Sports en 2001 pour La Huitième couleur, réédité en 2012 sous le titre Le Secret du poisson opalin.

## Travaux de recherche mathématique
Il est l'auteur de plusieurs articles en mathématiques dont La Droite des 12 points, ainsi que des programmes AlgoBox ou autres concernant l'étude de fonctions, la loi normale, les éléments d'un triangle et les suites numériques.

## Œuvre

### Ouvrages sur l'île de La Réunion
- Timothée et Mémé Mil'z'herbes, roman, 3e édition, L'Harmattan, 2016  (ISBN 978-2-343-10274-0).
- Nelly et les pailles-en-queue, conte bilingue créole-français, L'Harmattan, 2000  (ISBN 978-2738491312).
- Le dialogue des abeilles, roman, Azalées Éditions, 2001  (ISBN 2-913158-53-6).
- Solo et deux grains d’océan, Madagascar et la Réunion, roman, L'Harmattan, 2003  (ISBN 2-7475-3922-9).
- Le secret du poisson opalin, conte, éditions Édilivre, 2012  (ISBN 9782332503930)[3].
- Les tribulations du roi Tiloutou, conte, éditions Mon Petit Éditeur, 2011  (ISBN 978-274-836-2220)[4].
- Le zoo vide, éditions Mon Petit Éditeur, 2012[5].

### Ouvrages sur le Liban, la Syrie, l’Irak, le Kurdistan
- Les Tourments du cèdre, roman, éd. Manuscrit.com, 2003  (ISBN 2-7481-3396-X)
- La noria ne tourne plus, roman, L'Harmattan, 2006  (ISBN 2-296-00084-3)[6]
- Fatine bergère du Liban, roman jeunesse, L'Harmattan, 2008  (ISBN 978-2-296-06600-7)
- Autrefois, un village du Liban, récit-mémoire-autobiographie, histoire romancée, éd. Dar Saer el Mashrek, Beyrouth, 2015  (ISBN 978-614-451-015-5).

### Théâtre, poésie
- La Chanson de la harpe enchantée, opérette-théâtre, éd. Manuscrit.com, 2004  (ISBN 2-7481-3462-1)
- Moires du Sahara, poésies, Édilivre, 2010  (ISBN 978-2-8121-2864-6)[7]
- Odysséra, opéra-théâtre, Édilivre, 2010  (ISBN 978-2-8121-4221-5)[8]
- Moysun, nouvelle, Édilivre, 2011  (ISBN 978-2-8121-3963-5)[9].

### Science-fiction
- Noé et la planète rose, roman,  éd. Manuscrit. com, 2004  (ISBN 2-7481-3820-1).

### Travaux et recherches en mathématiques
- Programmes AlgoBox d'étude de fonctions, programmes téléchargeables sur TI-89 (fdex, ax2plx, formplex, triangle, conic, suite, etc.), aide-mémoire de mathématique téléchargeable sur TI 89, etc. publiés sur le site IREM de La Réunion
- Droite des Douze Points et programmes AlgoBox publiés dans Sesamaths ; Présentation des notices géométriques et démonstration

### Travaux et recherches agronomiques
- Expérience menée dans la lutte contre la cochenille blanche qui ravage papayers, cactus et figues de barbarie.